# Iustina
Iustina was de schone en verstandige gemalin van keizer Valentinianus I (364 - 375 na Chr.). Ze was voordien reeds getrouwd geweest met Magnentius. Na de dood van Valentinianus I nam zij als regentes voor hun vierjarig zoontje Valentinianus II, die samen met zijn halfbroer Gratianus tot Augustus was uitgeroepen, de regering waar.

## Antieke bronnen
- Ammianus Marcellinus, XXX 10.
- Sokrates Scholastikos, Historia ecclesiastica IV 30.
- Zosimos, IV 53.

## Referentie
- art. Iustina, in J.G. Schlimmer - Z.C. De Boer, Woordenboek der Grieksche en Romeinsche Oudheid, Haarlem, 19203, p. 350.